# Желудочек сердца
Желу́дочек (лат. ventriculus) — отдел сердца, у человека делится на правый и левый желудочки, получающие кровь из предсердий и перекачивающие её в артерии. Отделены от левого и правого предсердия митральным и трикуспидным клапанами соответственно, а от артерий — полулунными. Стенками желудочков является наиболее толстая часть сердечной мышцы (миокарда), причём с взрослением человека стенка левого желудочка утолщается намного сильнее (в 2-3 раза), что отражает более высокие давления, которые она испытывает, к тому же он имеет форму конуса.
Правый желудочек имеет треугольную форму, и его верхняя часть образует конусообразный выходной тракт, продолжением которого является легочная артерия. Несмотря на то, что внутренняя поверхность выходного тракта гладкая, остальная часть желудочка покрыта сетью беспорядочно расположенных мышечных пучков (называемых трабекулами), которые образуют губчатую поверхность стенки правого желудочка. Правый желудочек имеет три папиллярные мышцы, которые направлены внутрь его полости и с помощью тонких, нитевидных сухожильных нитей прикрепляются к краю створок трехстворчатого клапана. Створки клапана, в свою очередь, прикрепляются к фиброзному кольцу, удерживающему клапан между правым предсердием и желудочком. На выходе из правого желудочка расположен легочный клапан, через который кровь попадает в легочную артерию.
Полость левого желудочка приближается к конусообразной форме и несколько длиннее, чем полость правого желудочка. Толщина стенки левого желудочка у взрослых здоровых людей составляет 9—11 мм, почти в 3 раза толще стенки правого желудочка. Преддверием аорты является гладкостенная часть полости левого желудочка, которая располагается непосредственно под клапаном аорты. Ниже этого места большая часть желудочка покрыта трабекулами, более мелкими и многочисленными, чем в правом желудочке. Полость левого желудочка имеет две большие папиллярные мышцы. Аортальный клапан отделяет левый желудочек от аорты.